# Samuel S. Hinds
Samuel Southey Hinds, accreditato come Samuel S. Hinds (Brooklyn, 4 aprile 1875 – Pasadena, 13 ottobre 1948), è stato un attore statunitense.

## Biografia
Nato a Brooklyn, frequentò l'Università di Harvard, diventando un avvocato. Iniziò a dedicarsi all'attività teatrale solo all'età di 54 anni, debuttando poi nel mondo del cinema recitando nel film Se avessi un milione (1932). 
Hinds recitò in totale in 214 film, l'ultimo dei quali fu Corruzione, distribuito nel 1949 dopo la sua morte, avvenuta per una polmonite all'età di 73 anni.
Tra le sue interpretazioni principali, sono da ricordare quelle nei film L'eterna illusione (1938) e La vita è meravigliosa (1946), entrambi di Frank Capra. È noto anche per aver preso parte ad alcuni film del duo comico Gianni e Pinotto.

## Filmografia parziale
- Derby reale (The Amateur Gentleman), regia di Sidney Olcott (1926)
- Day of Reckoning, regia di Charles Brabin (1933)
- Gabriel Over the White House, regia di Gregory La Cava (1933)
- Piccole donne (Little Women), regia di George Cukor (1933)
- Tramonto (Sisters Under the Skin), regia di David Burton (1934)
- L'amante sconosciuta (Evelyn Prentice), regia di William K. Howard (1934)
- L'ombra del dubbio (Shadow of a Doubt), regia di George B. Seitz (1935)
- Mondi privati (Private Worlds), regia di Gregory La Cava (1935)
- La regina di Broadway (In Person), regia di William A. Seiter (1935)
- Rhythm on the Range, regia di Norman Taurog (1936)
- Il sentiero del pino solitario (The Trail of the Lonesome Pine), regia di Henry Hathaway (1936)
- L'ultima prova (His Brother's Wife), regia di W. S. Van Dyke (1936)
- Palcoscenico (Stage Door), regia di Gregory La Cava (1937)
- La vita a vent'anni (Navy Blue and Gold), regia di Sam Wood (1937)
- The Road Back, regia di James Whale (1937)
- Double Danger, regia di Lew Landers (1938)
- L'eterna illusione (You Can't Take It with You), regia di Frank Capra (1938)
- Il giovane dottor Kildare (Young Dr. Kildare), regia di Harold S. Bucquet (1938)
- The Road to Reno, regia di S. Sylvan Simon (1938)
- Partita d'azzardo (Destry Rides Again), regia di George Marshall (1939)
- Il primo bacio (First Love), regia di Henry Koster (1939)
- Hawaiian Nights, regia di Albert S. Rogell (1939)
- Questa è la vita (It's a Date), regia di William A. Seiter (1940)
- Hellzapopping in Grecia (The Boys from Syracuse), regia di A. Edward Sutherland (1940)
- Parata di primavera (Spring Parade), regia di Henry Koster (1940)
- La taverna dei sette peccati (Seven Sinners), regia di Tay Garnett (1940)
- Gianni e Pinotto reclute (Buck Privates), regia di Arthur Lubin (1941)
- La ribelle del West (The Lady from Cheyenne), regia di Frank Lloyd (1941)
- Fiori nella polvere (Blossoms in the Dust), regia di Mervyn LeRoy (1941)
- Il grande tormento (The Shepherd of the Hills), regia di Henry Hathaway (1941)
- Gianni e Pinotto tra i cowboys (Ride 'Em Cowboy), regia di Arthur Lubin (1942)
- Delitto al microscopio (Kid Glove Killer), regia di Fred Zinnemann (1942)
- I cacciatori dell'oro (The Spoilers), regia di Ray Enright (1942)
- Grand Central Murder, regia di S. Sylvan Simon (1942)
- Le stranezze di Jane Palmer (Lady in a Jam), regia di Gregory La Cava (1942)
- Gli eroi dell'isola (Pardon My Sarong), regia di Erle C. Kenton (1942)
- La febbre dell'oro nero (Pittsburgh), regia di Lewis Seiler (1942)
- Il figlio di Dracula (Son of Dracula), regia di Robert Siodmak (1943)
- Il cobra (Cobra Woman), regia di Robert Siodmak (1944)
- La strada scarlatta (Scarlet Street), regia di Fritz Lang (1945)
- La vita è meravigliosa (It's a Wonderful Life), regia di Frank Capra (1946)
- Frac e cravatta bianca (White Tie and Tails), regia di Charles Barton (1946)
- Io e l'uovo (The Egg and I), regia di Chester Erskine (1947)
- Prigionieri del destino (Time Out of Mind), regia di Robert Siodmak (1947)
- Richiamo d'ottobre (The Return of October), regia di Joseph H. Lewis (1948)
- Il ragazzo dai capelli verdi (The Boy with Green Hair), regia di Joseph Losey (1948)
- Corruzione (The Bribe), regia di Robert Z. Leonard (1949)

## Doppiatori italiani
- Cesare Polacco in Gli eroi dell'isola
- Sandro Ruffini in La vita è meravigliosa
- Aldo Silvani in Io e l'uovo
- Gaetano Verna in La vergine di Tripoli